# RAF Upavon
RAF Upavon (engelska: Royal Air Force Station Upavon) är en flygplats i Storbritannien.   Den ligger i grevskapet Wiltshire och riksdelen England, i den södra delen av landet, 120 km väster om huvudstaden London. RAF Upavon ligger 162 meter över havet.
Terrängen runt RAF Upavon är platt. Runt RAF Upavon är det ganska tätbefolkat, med 116 invånare per kvadratkilometer. Närmaste större samhälle är Devizes, 16,4 km väster om RAF Upavon. Trakten runt RAF Upavon består till största delen av jordbruksmark.